# Concha Ruiz
Concha Ruiz (Burgos, 7 de desembre de 1871 - La Plata, 3 d'octubre de 1951) també coneguda com a Concepción Ruiz o Conchita Ruiz, va ser una actriu d'escena espanyola.

## Carrera
Nascuda el 7 de desembre de 1871, va començar treballant amb Teodora Lamadrid, per després treballar en els Teatres Teatre de la Comèdia i Teatre Lara.
Va participar en l'obra de Jacinto Benavente,  'Al Natural' , el 26 de novembre de 1903, on també van participar Leocadia Alba i Clotilde Domus.
Va viure a La Plata (Argentina) fins a la seva mort el 3 d'octubre de 1951 a 79 anys.